# Otto von Below
 (avril 2012).
Si vous disposez d'ouvrages ou d'articles de référence ou si vous connaissez des sites web de qualité traitant du thème abordé ici, merci de compléter l'article en donnant les références utiles à sa vérifiabilité et en les liant à la section « Notes et références ».
Pour les articles homonymes, voir Below.
Otto Ernst Vinzent Leo von Below est un général allemand né le 18 janvier 1857 et décédé le 15 mars 1944 à Besenhausen près de Göttingen. Il participe à la première Guerre mondiale sur le front de l'Est, le front de l'Ouest puis en Macédoine. Il est surtout connu pour son action à la tête de la 14e armée allemande et austro-hongroise lors de la bataille de Caporetto sur le front italien.

## Biographie

### Premières années
Otto von Below est né le 18 janvier 1857 à Dantzig dans le Royaume de Prusse. Il est issu de la vieille famille noble des von Below. Il fait partie du corps des cadets et intègre le 80e régiment de fusiliers à Wiesbaden le 15 avril 1875 comme sous-lieutenant. De 1884 à 1887, il suit des cours à l'académie militaire de Prusse, il est nommé en 1889 à l'état-major général.
Otto von Below travaille au 89e régiment de grenadiers (de) à Schwerin. Il devient ensuite en 1894 le premier officier d'état major général de la 27e division d'infanterie (la 2e division Royal du Württemberg) à Ulm. En 1897, il est major commandant de bataillon au 35e régiment de fusiliers. En 1902, il est promu au grade de lieutenant-colonel à l'état-major régimentaire du 60e régiment d'infanterie (de) à Wissembourg. En avril 1905, il obtient le grade de colonel et commande le 19e régiment d'infanterie (de) à Görlitz. En mars 1909, il est major-général de la 43e brigade d'infanterie de la 22e division de Cassel. En avril 1912, il est promu lieutenant général et obtient son dernier poste d'avant-guerre, il commande alors la 2e division d'infanterie dont le cantonnement est situé à Königsberg.

### Première Guerre mondiale
Le 1er août 1914 au déclenchement de la Première Guerre mondiale, von Below reçoit le commandement du 1er corps de réserve intégré dans la 8e armée sur le front de l'Est. Il mène son corps d'armée dans les batailles de Gumbinnen, Tannenberg et la première bataille des lacs de Mazurie. Il est promu General der Infanterie à la fin d'août 1914 et prend le commandement de la 8e armée au début du mois de novembre.
Otto von Below commande la 8e armée (parfois appelée armée du Niémen) lors de la seconde bataille des lacs de Mazurie en février 1915 et lors de l'offensive de Courlande en mai 1915. Il atteint la Courlande et la Lituanie en prenant la rive sud de la rivière Dvina occidentale.
En octobre 1916, von Below est nommé commandant du groupe d'armée, Heeresgruppe Below, groupe d'armées germano-bulgare composé de la 11e armée allemande et des 1re (en) et 2e armées bulgares (en) sur le front macédonien et prend part à la Bataille de Monastir. Du 23 avril 1917, il est brièvement envoyé sur le front occidental pour commander la 6e armée autour de Lille où il participe à la bataille de la cote 70.
Le 9 septembre 1917, il est envoyé sur le front italien, il commande la 14e armée composée de 9 divisions austro-hongroises et de 6 divisions allemandes. Il est à l'origine de la réussite de la bataille de Caporetto en mettant en déroute les troupes italiennes dirigées par le général Luigi Cadorna qui ne possèdent pas de réserves mobiles. La bataille a mis en évidence l'efficacité de l'utilisation des troupes d'assaut et des tactiques d'infiltration développées par Oskar von Hutier. Les Allemands ont utilisé les gaz toxiques en forte proportion alors que les Italiens ne disposent pas des moyens de protection adéquate entraînant l'effondrement de la 2e armée italienne. Lors de cette bataille les Italiens perdent la moitié de l'artillerie lourde et plus de 300 000 hommes dont environ 270 000 prisonniers. Le front italien n'est stabilisé qu'avec l'arrivée de renforts militaires alliés sur le fleuve Piave.
Otto von Below retourne sur le front de l'Ouest où il prend le commandement le 1er février 1918 de la 17e armée, formée des divisions rapatriées du front de l'Est : c'est une des trois armées impliquées dans l'offensive Michaël du printemps 1918. Alors que la 5e armée britannique est enfoncée, la 3e armée britannique opposée à la 17e armée allemande résiste et empêche un élargissement de la percée allemande. Otto von Below commande ensuite la 1re armée jusqu'au 12 octobre 1918, date à laquelle il est chargé de préparer et d'organiser la défense du territoire allemand.

### Après guerre
Après la révolution de novembre 1918, Otto von Below est nommé à la tête du XVIIe corps d'armée qui protège les frontières est de la province de Prusse-Occidentale. Après la signature du Traité de Versailles par la délégation allemande, il prend sa retraite et quitte l'armée.
Otto von Below devient membre de la ligue pangermanique du Parti national du peuple allemand. Il est un membre actif des  associations patriotiques du nord de l'Allemagne. Jusqu'en 1923, il est impliqué dans plusieurs tentatives de déstabilisation de la nouvelle république de Weimar. Il passe ses dernières années à Cassel.

### Distinctions et honneurs
Au cours de sa carrière militaire, Otto von Below reçoit la croix de fer 1re et 2e classe. Le 16 février 1915 il reçoit l'ordre « Pour le mérite », pour ses « capacités de commandement, ses remarquables planifications militaires et ses résultats », il obtient les feuilles de chêne le 27 avril 1917. Le 1er novembre 1917, il est décoré de l'ordre de l'aigle noir.

### Famille
Otto von Below est le cousin de Fritz von Below, un autre général allemand servant sur le front de l'Ouest. Ils sont souvent confondus.